# Scutellaria paradoxa
Scutellaria paradoxa là một loài thực vật có hoa trong họ Hoa môi. Loài này được Galushko miêu tả khoa học đầu tiên năm 1970.